# Grande apartamento da rainha

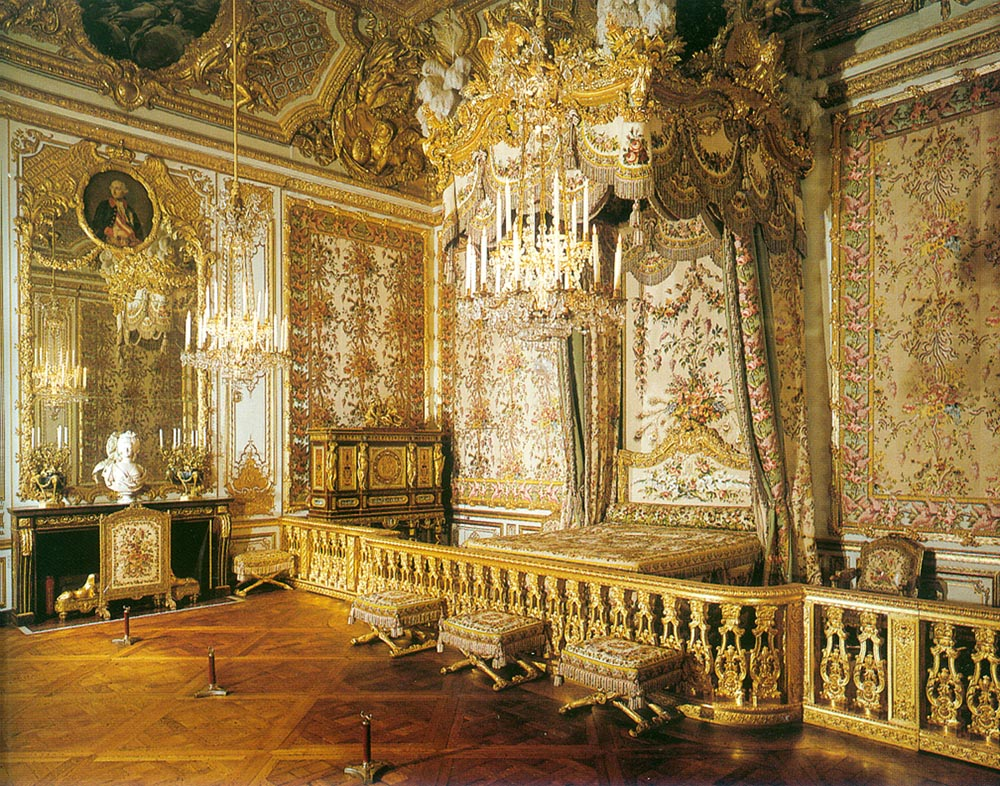
Câmara da Rainha

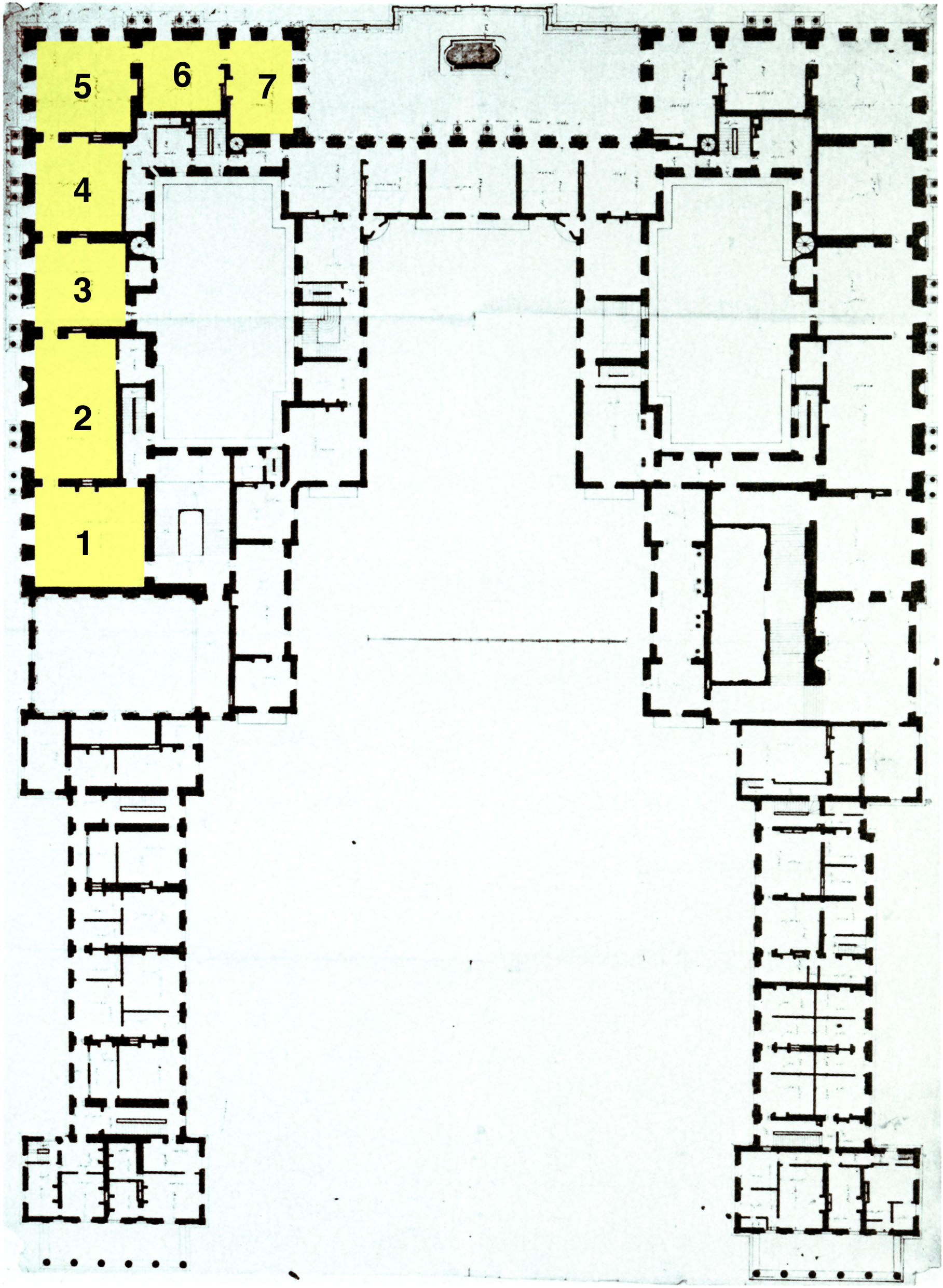
Planta de Versalhes de 1676, com o seu magnífico mercado e os seus belos jardins

O Grande apartamento da rainha é uma suíte de cinco quartos do Palácio de Versalhes, originalmente eram sete, alojamento da rainha consorte da França. Um conjunto de cinco salões localizados no primeiro andar do corpo central do Palácio de Versalhes . Estas salas eram os espaços de recepção destinados às soberanas de França Maria Teresa , Maria Leszczynska e Maria Antonieta . Assim como para a Duquesa da Borgonha enquanto Delfina. Estes espaços são hoje apresentados tal como eram no reinado de Maria Antonieta, quando ela os deixou em 6 de outubro de 1789.

## História
Paralelo ao grand appartement du roi ficava o grand appartement de la reine que serviu de residência para três rainhas da França, Maria Teresa de Habsburgo-Espanha, esposa de Luís XIV, Maria Leszczyńska, esposa de Luís XV, e Maria Antonieta de Habsburgo-Lorena, esposa de Luís XVI. Além disso, a bisneta de Luís XIV, a princesa Maria Adelaide de Sabóia, como duquesa da Borgonha, ocupou estes quartos de 1697 (ano do seu casamento) até 1712 . A Sala da Guarda da Rainha Maria Teresa substituiu em 1676 uma das sucessivas capelas do castelo construída em 1672. A construção da Galeria dos Espelhos conduziu de facto a uma mudança na distribuição do apartamento: a capela passou então a dar lugar a uma sala de estar, primeiro chamado de salão da Rainha, depois quarto dos Guardas. A anterior sala da guarda passa a ser a primeira antecâmara do apartamento, ou antecâmara do Grand Couvert .
A sala marca a entrada do grande apartamento da rainha que se estende até o Salon de la Paix . Era utilizado pelos guardas responsáveis pela proteção do soberano e era sempre muito animado. Na manhã de 6 de outubro de 1789 , quando os desordeiros começaram a invadir o castelo, os guarda-costas entrincheirados nesta sala conseguiram resistir e proteger Maria Antonieta , que se refugiou junto ao rei.
Quando o envelope do château vieux de Le Vau foi concluído, o grand appartement de la reine incluía uma suíte de sete quartos paralela ao grand appartement du roi . A configuração foi a seguinte:
- Capela – paralela ao salão de Diana no grand appartement du roi
- Sala da guarda – paralela à sala de Marte no grand appartement du roi
- Antecâmara – paralela à sala Mercúrio no grand appartement du roi
- Câmara da Rainha – paralela ao salão Apollo no grand appartement du roi
- Armário grande – paralelo ao lounge Júpiter no grand appartement du roi
- Oratório – paralelo à sala Saturno no grand appartement du roi
- Armário pequeno – paralelo ao salão Vênus no grand appartement du roi

## Galeria

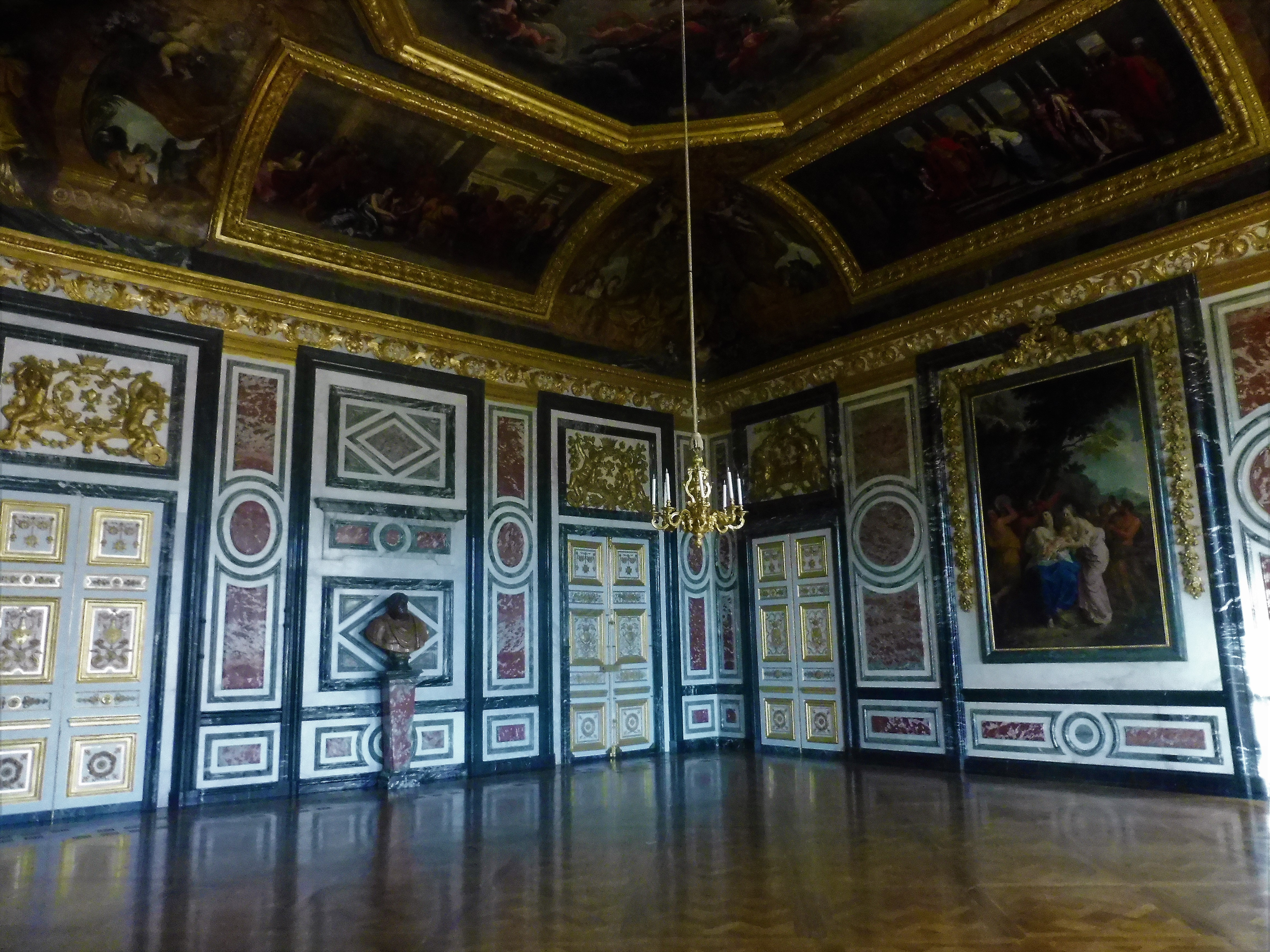
Interior.
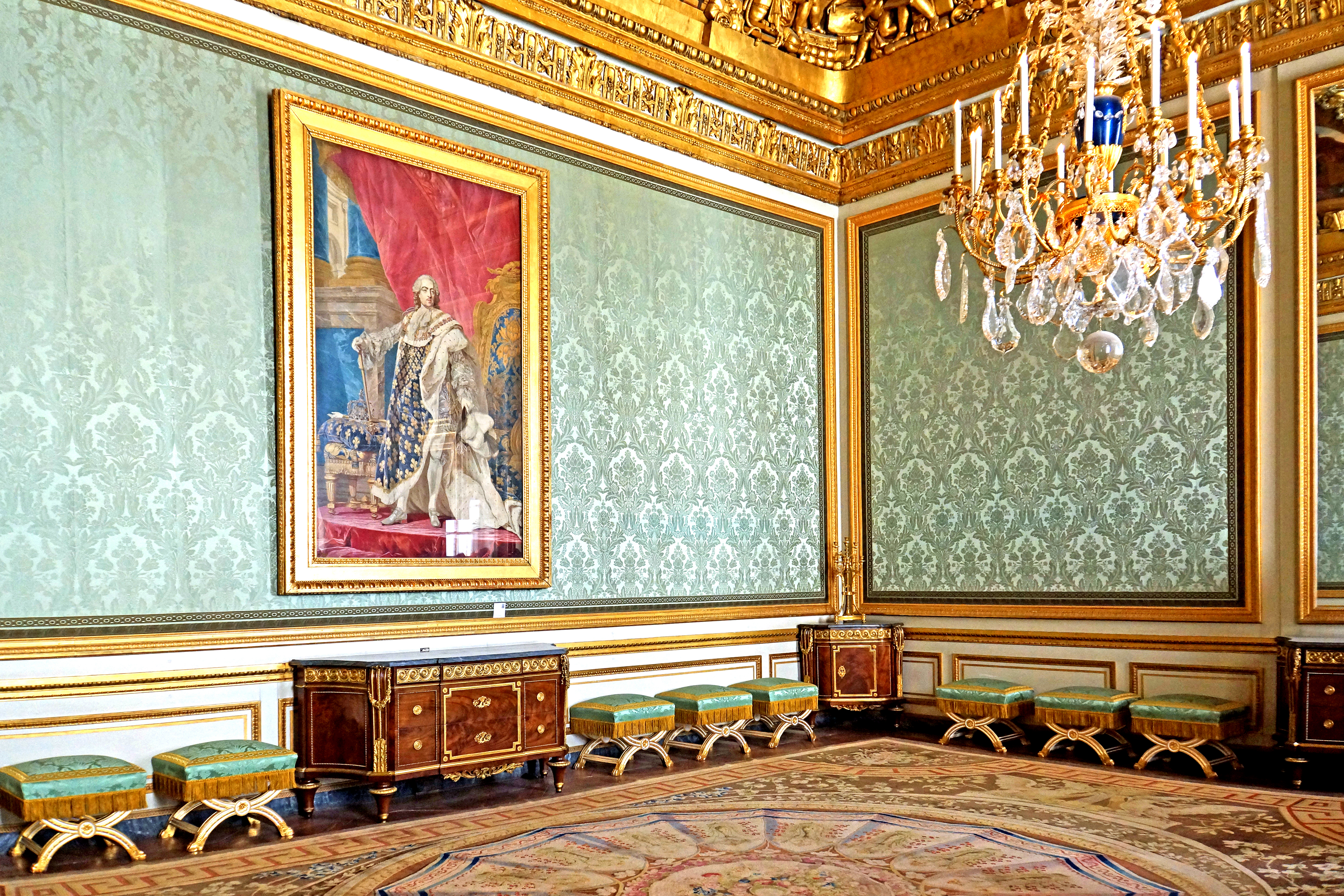
Interior.
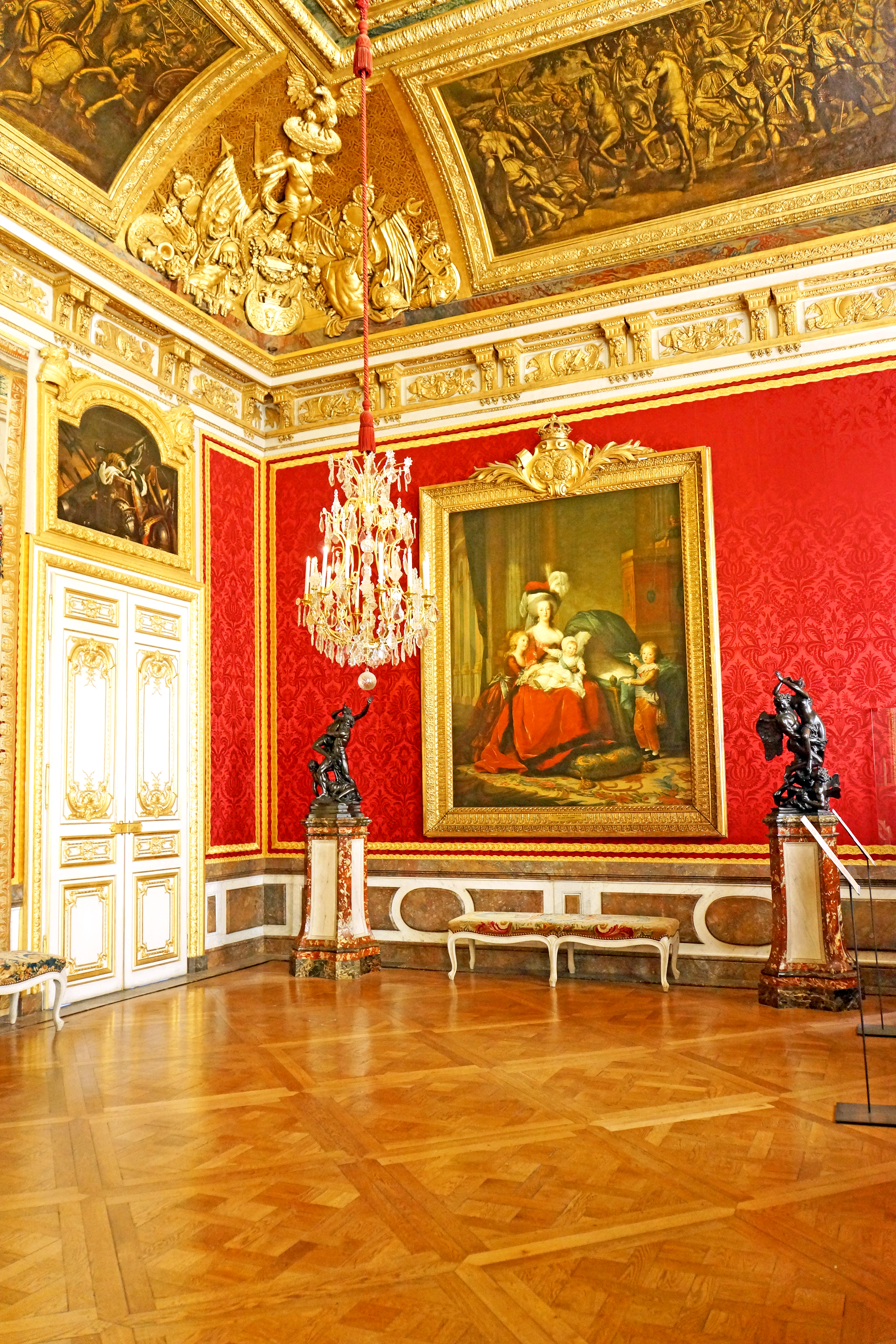
Interior.
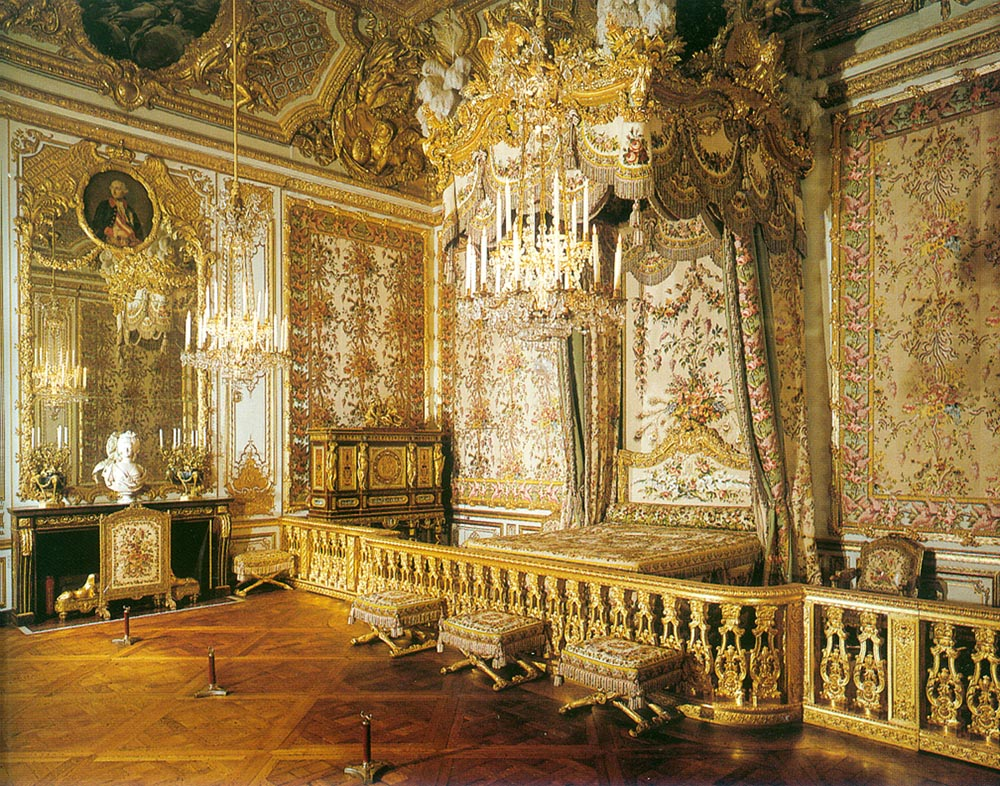
O quarto da rainha.